# Mitrella mindoroensis
Mitrella mindoroensis là một loài ốc biển, là động vật thân mềm chân bụng sống ở biển trong họ Columbellidae.

## Miêu tả
Kích thước vỏ ốc khoảng 10 mm

## Phân bố
Loài này phân bố dọc theo Philippines